# Trofeo Dossena 2016
Il Trofeo Angelo Dossena 2016 è stata la 40ª edizione della manifestazione giovanile dedicata ad Angelo Dossena, svoltasi tra il 7 e il 12 giugno 2016 nelle provincie di Cremona, Prato, Bergamo e Brescia.

## Fase a gironi

### Girone A
| Team               | Pt. | G | V | N | P | GF | GS |
| ------------------ | --- | - | - | - | - | -- | -- |
| Juventus           | 7   | 3 | 2 | 1 | 0 | 4  | 2  |
| Inter              | 3   | 3 | 0 | 3 | 0 | 1  | 1  |
| Atalanta           | 2   | 3 | 0 | 2 | 1 | 2  | 3  |
| Nazionale Lega Pro | 2   | 3 | 0 | 2 | 1 | 1  | 2  |

| 7 giugno ore 21:00 | Inter | 0 - 0 | Nazionale Lega Pro |

| 7 giugno ore 21:00 | Juventus | 2 - 1 | Atalanta |

| 8 giugno ore 21:00 | Nazionale Lega Pro | 1 - 2 | Juventus |

| 8 giugno ore 21:00 | Inter | 1 - 1 | Atalanta |

| 9 giugno ore 21:00 | Nazionale Lega Pro | 0 - 0 | Atalanta |

| 9 giugno ore 21:00 | Inter | 0 - 0 | Juventus |

### Girone B
| Team      | Pt. | G | V | N | P | GF | GS |
| --------- | --- | - | - | - | - | -- | -- |
| Valencia  | 7   | 3 | 2 | 1 | 0 | 8  | 2  |
| Milan     | 6   | 3 | 2 | 0 | 1 | 8  | 4  |
| Cremonese | 4   | 3 | 1 | 1 | 1 | 5  | 8  |
| Torino    | 0   | 3 | 0 | 0 | 3 | 2  | 9  |

| 7 giugno ore 21:00 | Valencia | 2 - 0 | Milan |

| 7 giugno ore 21:00 | Torino | 1 - 2 | Cremonese |

| 8 giugno ore 21:00 | Valencia | 4 - 0 | Torino |

| 8 giugno ore 21:00 | Milan | 5 - 1 | Cremonese |

| 9 giugno ore 21:00 | Valencia | 2 - 2 | Cremonese |

| 9 giugno ore 21:00 | Milan | 3 - 1 | Torino |

## Fase finale

### Semifinale
| Arbitro: | Tiraboschi (Bergamo) |

|  |           |                         |
|  | Marcatori | 42’ Gabbia 49’ Tsadjout |

| Arbitro: | Caporale (Abbiategrasso) |

|           |           |  |
| Pardo 35’ | Marcatori |  |

### Finale
| Arbitro: | De Angeli (Milano) |

|                                             |                      |                                       |
| Zanellato 65’                               | Marcatori            | 48’ Bolivar                           |
| Hadziosmanovic Hamadi Malberti Torras Modic | Tiri di rigore 5 – 4 | Esquerdo Esteso Badal Saiz De La Cruz |